# Clytina
Clytina is een geslacht van vliesvleugeligen uit de familie Signiphoridae. De wetenschappelijke naam van dit geslacht is voor het eerst geldig gepubliceerd in 1957 door Erdös.

## Soorten
Het geslacht Clytina is monotypisch en omvat slechts de volgende soort:
- Clytina giraudi Erdös, 1957